# Улрих I (Източна Фризия)
Улрих I от Източна Фризия (на немски: Ulrich I von Ostfriesland; * ок. 1408 вероятно в Норден; † 25 или 26 септември 1466 в замъка на Емден) от фамилията Кирксена е първият граф на Източна Фризия (1441 – 1466).
Той е син на вожда Ено Кирксена (* ок. 1380; † ок. 1450) и втората му съпруга Гела Сиардсна фон Манслагт († 1455), дъщеря на могъщия вожд Бенинга.
През 1441 г. Улрих наследява умрелия от чума бездетен полубрат Едзард. От 1444 г. той се нарича вожд (Häuptling) в Източна Фризия.
След ранната му смърт през 1466 г. вдовицата му Теда управлява сама до около 1480 г.

## Фамилия
Улрих I се жени за Фолка фон Есенс († 1452), дъщеря наследничка на вожд Вибет фон Есенс. През 1440 г. тя му преписва господството Есенс. Те нямат деца.
На 27 май 1453 г. Улрих I се жени втори път за Теда Укена (* 1432/1434; † 16/17 ноември 1494), дъщеря на вожд Уко Фоцкена цу Олдерзум († 1432), внучка и наследничка на могъщия вожд Фоцко Укена († 1436). Тя също му донася голяма зестра. Двамата имат шест деца:
- Хеба (1457 – 1476), омъжена 1476 г. за граф Ерих I фон Холщайн-Пинеберг (1457 – 1476)
- Гела (1458 – 1492/1497)
- Ено I (1460 – 1491, удавен), граф на Източна Фризия
- Едзард I „Велики“ (1462 – 1528), граф на Източна Фризия, женен 1498 г. за графиня Елизабет фон Ритберг († 1512), дъщеря на граф Йохан I фон Ритберг († 1516)
- Уко (Ото) (1463 – 1507), 1481 записан в стария университет в Кьолн
- Алмут (1465 – 1522/1523), омъжена за Енгелман фон Хорщел